# Skidmore (Missouri)
Skidmore és una població dels Estats Units a l'estat de Missouri. Segons el cens del 2000 tenia 342 habitants.

## Demografia
Segons el cens del 2000, Skidmore tenia 342 habitants, 148 habitatges, i 96 famílies. La densitat de població era de 412,6 habitants per km².
Dels 148 habitatges en un 29,7% hi vivien nens de menys de 18 anys, en un 52% hi vivien parelles casades, en un 7,4% dones solteres, i en un 35,1% no eren unitats familiars. En el 31,8% dels habitatges hi vivien persones soles el 12,8% de les quals corresponia a persones de 65 anys o més que vivien soles. El nombre mitjà de persones vivint en cada habitatge era de 2,31 i el nombre mitjà de persones que vivien en cada família era de 2,89.
Per edats la població es repartia de la següent manera: un 23,7% tenia menys de 18 anys, un 7,9% entre 18 i 24, un 26,9% entre 25 i 44, un 25,7% de 45 a 60 i un 15,8% 65 anys o més.
L'edat mediana era de 40 anys. Per cada 100 dones de 18 o més anys hi havia 94,8 homes.
La renda mediana per habitatge era de 30.500 $ i la renda mediana per família de 36.250 $. Els homes tenien una renda mediana de 27.500 $ mentre que les dones 20.156 $. La renda per capita de la població era de 13.881 $. Entorn del 14,7% de les famílies i el 22,1% de la població estaven per davall del llindar de pobresa.

## Poblacions més properes
El següent diagrama mostra les poblacions més properes.